# Mercury-Atlas 1

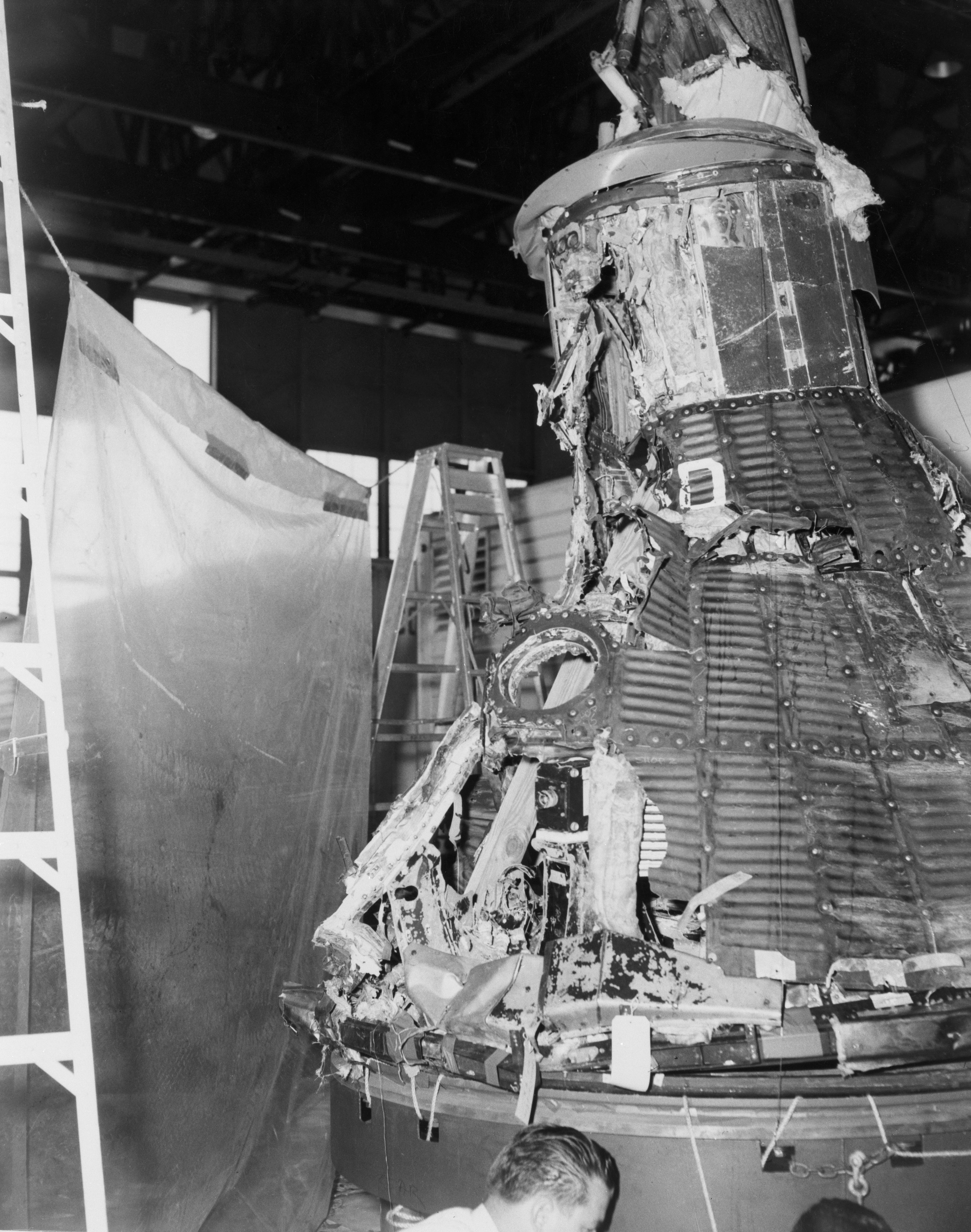
Die rekonstruierte Kapsel

Mercury-Atlas 1 (MA-1) war ein suborbitaler Testflug für die Mercury-Kapsel. Auf die Rettungsrakete wurde bei dieser unbemannten Mission verzichtet. Die Kapsel hatte funktionstüchtige Triebwerke zur Trennung von der Atlas-Rakete, die Wiedereintrittsraketen waren nur Attrappen. 58 Sekunden nach dem Start zerbrach die Trägerrakete in ca. 9 km Höhe. Die Rakete und die Kapsel schlugen daraufhin hart im Atlantik auf, woraufhin die Kapsel zerbrach und sank. Sie wurde mit Teilen der Rakete geborgen und zu Studienzwecken rekonstruiert.
Die Kapsel erreichte eine Maximalhöhe von ca. 13 km, ihr Gewicht betrug 1.154 kg. Die Seriennummer der Rakete war Atlas 50-D. Die verwendete Kapsel trug die Bezeichnung Mercury spacecraft #4. 
Teile der Kapsel sind heute im Kansas Cosmosphere and Space Center, Hutchinson, Kansas zu besichtigen.